# Helena Rudzińska

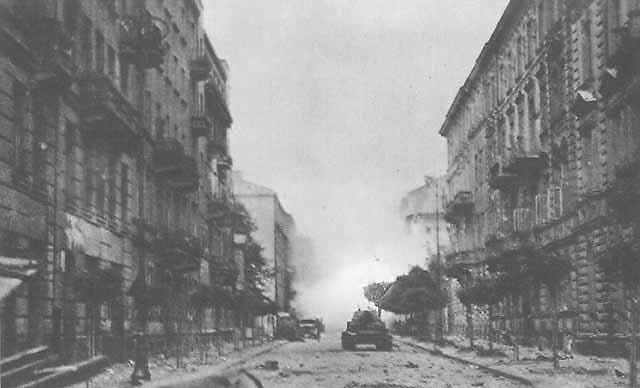
ul. Piękna (wówczas Piusa XI) w czasie walki o małą PAST-ę; w pobliżu domu nr 22)

Helena Rudzińska z Latkowskich (ur. 20 czerwca 1909 w Moskwie, zm. 27 listopada 1984 w Warszawie) – polska nauczycielka i publicystka, uczestniczka powstania warszawskiego.

## Życiorys
Helena z Latkowskich Rudzińska urodziła się w Moskwie, w patriotycznej rodzinie Michała, chirurga-ortopedy, działacza niepodległościowego i pułkownika Wojska Polskiego; przed odzyskaniem niepodległości lekarza ziemskiego w Kościechowicach (gub. mohylewska), oraz Julii z Czyżów, bibliotekarki. Miała starszą siostrę Julię i młodszego brata Michała (ur. 1911). 
Zmarła w 1984 roku. Została pochowana na Cmentarzu Wojskowym na Powązkach (kwatera B37-1-22).

### Okres przed II wojną światową
W 1918 roku rodzina zamieszkała w Warszawie, przy ul. Pięknej 22 m. 23. Helena skończyła Gimnazjum Żeńskie Anny Jakubowskiej przy Placu Trzech Krzyży 1. Po maturze (1931) rozpoczęła naukę na pierwszym kursie Miejskiej Szkoły Sztuk Zdobniczych i Malarstwa (zobacz – historia ASP) oraz w Państwowym Instytucie Robót Ręcznych, a w 1933 roku – na Studium Pedagogicznym przy Wydziale Humanistycznym Uniwersytetu Warszawskiego (później – Wydział Pedagogiczny UW).
Studia skończyła w 1934 roku, po czym rozpoczęła pracę pedagogiczną w Gimnazjum i Liceum Żeńskim Fundacji im. Wandy z Posseltów Szachtmajerowej. Zdała egzamin państwowy dla nauczycieli szkół średnich (1936). Uzyskała stopień instruktora modelarstwa lotniczego (1933) i modelarstwa okrętowego (1939) na kursach organizowanych przez Ligę Obrony Powietrznej i Przeciwgazowej oraz Ligę Morską i Kolonialną. W 1939 roku prowadziła w szkole, poza regularnymi lekcjami, zajęcia dotyczące przygotowania masek przeciwgazowych.

### Okres II wojny światowej
W czasie okupacji niemieckiej Helena Latkowska nadal przebywała w Warszawie. Uczestniczyła w tajnym nauczaniu, zorganizowanym przez szkołę i działała w ZWZ. Została zaprzysiężona w styczniu 1940 roku. Przysięgę odebrała Emilia Malessa ps. „Marcysia”, odpowiedzialna w ZWZ za łączność z zagranicą. Wydział Łączności z Zagranicą Komendy Głównej ZWZ-AK (kryptonimy Wydziału: Zenobia Łza, Załoga, Zagroda), którym kierowała „Marcysia”, zapewniał łączność pocztowo-kurierską ze sztabem Naczelnego Wodza, rządem polskim w Londynie i ośrodkami emigracyjnymi w różnych krajach Europy.
Działalność Heleny Latkowskiej w komórce „Marcysi” rozpoczęła się od przygotowywania przesyłek dla kurierów w punkcie kontaktowym w rodzinnym domu na Pięknej, wkrótce jednak była zmuszona zmienić nazwisko i adres – przeniosła się na ul. Padewską 5 jako Żukowska. W nowym mieszkaniu zorganizowano archiwum Wydziału Łączności i pracownię „wycieniania” przesyłanych filmów. W końcu 1940 roku „Heli” powierzono funkcję kierowniczki działu technicznego (zadania: przygotowanie poczty kurierskiej, w tym kontakt z szyfrantami, organizacja skrytek i pracowni fotograficznych, prowadzenie archiwum poczty), a w 1941 roku została zastępczynią kierowniczki Wydziału.
14 września 1943 roku zawała małżeństwo z Andrzejem Rudzińskim, również żołnierzem AK.

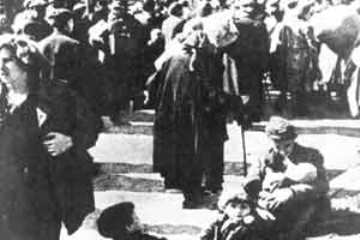
Warszawiacy oczekujący na selekcję w Dulag 121 Pruszków.

Na początku 1944 roku w kierownictwie „Zagrody” znalazł się agent Gestapo (ps. Jarach) – nastąpiły aresztowania, osoby zdekonspirowane wyjechały poza Warszawę. Helena Rudzińska nie została rozpoznana i nadal, w znacznie osłabionym zespole, prowadziła dział łączności. Po wybuchu powstania była kierownikiem łączników oraz zastępcą kierownika kancelarii batalionu szturmowego kpt. Kazimierza Bilskiego. Niedługo przed kapitulacją zachorowała na tyfus. Wyjechała z Warszawy wraz z ludnością cywilną (z matką, siostrą i jej córkami), poprzez obóz w Pruszkowie.
Po kilku miesiącach ukrywania się we wsi Błotna koło Koniecpola nawiązała w Krakowie kontakt z „Marcysią”. Została zwolniona z przysięgi i wróciła do Warszawy.
Za działalność w Armii Krajowej Helena Rudzińska otrzymała stopień porucznika czasu wojny.

### Okres powojenny

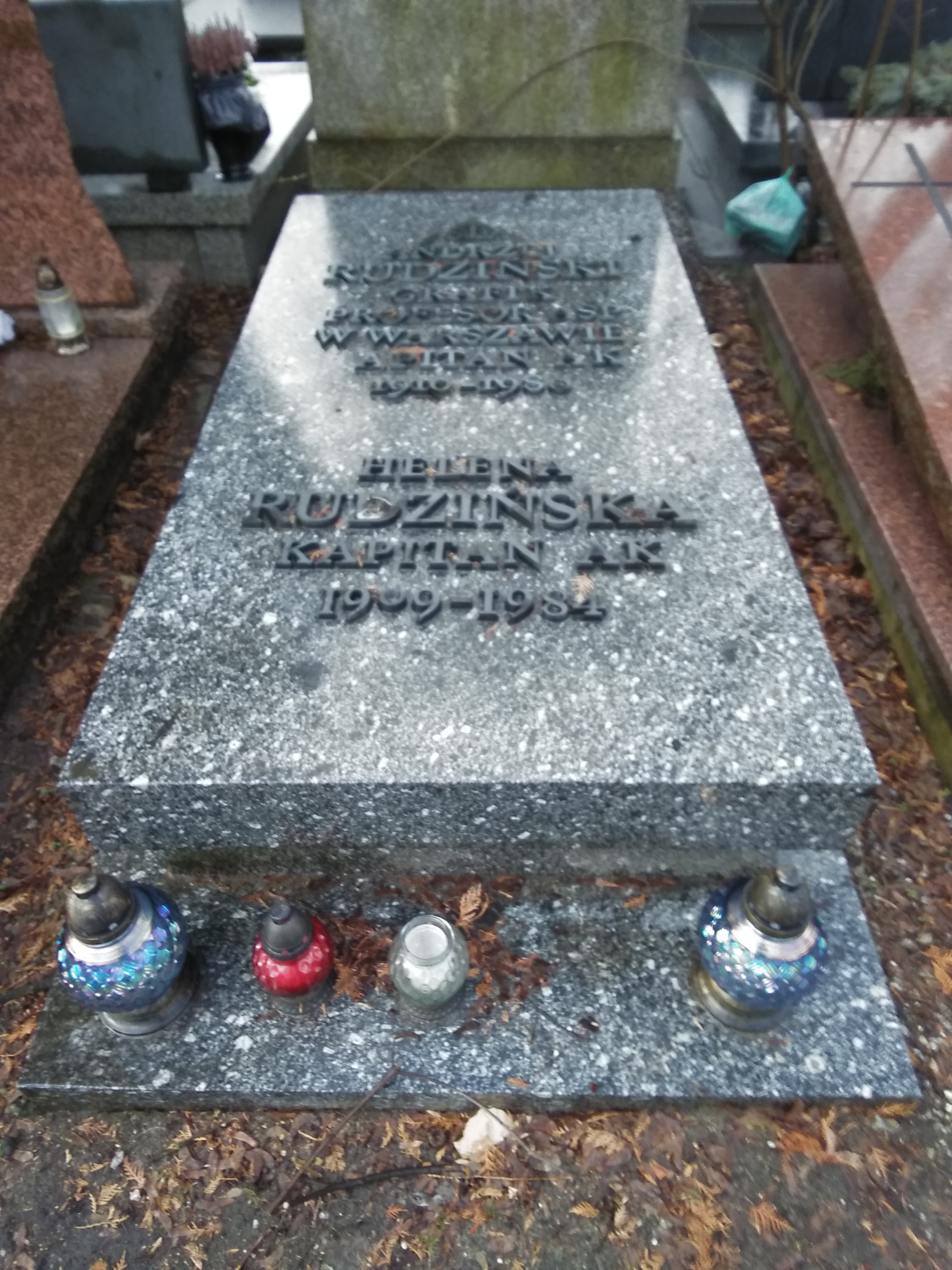
Grób Andrzeja i Heleny Rudzińskich na Cmentarzu Wojskowym na Powązkach

W latach 1945–1947 Helena Rudzińska pracowała w Zarządzie Miejskim Warszawy jako zastępca kierownika Wydziału Opieki nad Matką i Dzieckiem (Resort Zdrowia i Opieki Społecznej), potem przestała pracować zawodowo. Zajmowała się dzieckiem oraz intensywnie dokumentowała historię Powstania, a zwłaszcza działalności Wydziału Łączności z Zagranicą. Napisała m.in.:
- artykuły w czasopismach „Słowo Powszechne” (1976), „Stolica” (1977), „WTK” (1979),
- rozdział „Kierunek Południowy” w pracy  Łączność. Dywersja. Sabotaż. Kobiety w Armii Krajowej (Londyn 1985),
- książkę: Łączność zagraniczna Komendy Głównej Armii Krajowej 1939–1944. Odcinek Południe (wyd. 1985, po śmierci autorki)[10].

## Ordery i odznaczenia
- Krzyż Srebrny Orderu Virtuti Militari[11]
- Złoty Krzyż Zasługi (5 lipca 1939)[12]
- Warszawski Krzyż Powstańczy[2]
- Medal Zwycięstwa i Wolności 1945